# Rita Noriega
Rita Noriega es una directora de fotografía española. Entre sus trabajos más destacados hay largometrajes, cortometrajes, series de ficción, videoclips, spots publicitarios y documentales.

## Biografía
Comenzó su carrera profesional en 1997, mientras aún estudiaba en la Escuela de Cinematografía y del Audiovisual de la Comunidad de Madrid (ECAM), donde se diplomó en 2001 en Dirección de Fotografía, y donde es profesora. Continuó su carrera profesional como auxiliar de cámara, ayudante y 2ª operadora de cámara, lo que le brindó la oportunidad de aprender durante años viendo cómo trabajaban grandes directoras y directores de fotografía que han sido su referente. Desde 2008 trabaja exclusivamente como directora de fotografía y cámara.
Forma parte de la Asociación Española de Directoras y Directores de Cámara (AEC) y del colectivo Directoras de Fotografía. Filrmó 27 trabajos como directora de fotografía y 30 como parte del departamento de cámara, rodando en más de 25 países y ha recibido nominaciones y premios en festivales de cine españoles e internacionales.

## Carrera profesional
Trabajó con directores como Kike Maíllo, Gracia Querejeta, Jorge Dorado, Paula Ortiz, Álvaro Pastor y Esteban Crespo, entre otros muchos. De sus trabajos destacan los largometrajes "Orígenes Secretos" y "El inconveniente", las series de ficción "El Continental" o "El Ministerio del Tiempo", y spots publicitarios para Audi, Ikea, Joma, Maybelline, Vodafone, Orbit, Ford, Ecoembes, Generali, LG… además de varios largometrajes documentales estrenados en salas de cine y premiados nacional e internacionalmente.
Ha sido directora de fotografía y codirectora de fotografía respectivamente, del cortometraje "Cerdita" (2018), dirigido por Carlota Pereda y ganador del premio Goya 2019 al Mejor Cortometraje de Ficción, y del documental "The Propaganda Game" (2015), nominado a Premio Goya Mejor Película Documental 2016.

## Filmografía en dirección de fotografía de largometrajes
- 2022 El cuarto pasajero
- 2022 Las paredes hablan
- 2022 La visita y un jardín secreto
- 2022 Cerdita
- 2020 Cosmética del enemigo
- 2020 A perfect enemy
- 2020 El inconveniente[9]
- 2019 Orígenes secretos[10]
- 2018 La cinta de Alex (directora de fotografía-Spain Unit)[11]

## Filmografía en equipo de cámara de largometrajes
- 2018 El silencio de otros
- 2015 Teresa[12]
- 2014 Kamikaze (como Rita Rodríguez Noriega)
- 2007 El corazón de la tierra
- 2004 María querida (como Rita Rodríguez-Noriega)
- 2004 Muertos comunes (como Rita Rodríguez-Noriega)[13]
- 2004 El séptimo día
- 2002 Deseo (como Rita Rodríguez-Noriega)
- 2002 Hable con ella (como Rita Rodríguez-Noriega)
- 2001 Desafinado (como Rita Rodríguez Noriega)
- 1999 Entre las piernas (como Rita Rodríguez)
- 1998 Mararía (como Rita Rodríguez)

## Premios y nominaciones (entre otros)
| Año  | Festival                                                     | Premio                                           | Película                                   | Resultado |
| ---- | ------------------------------------------------------------ | ------------------------------------------------ | ------------------------------------------ | --------- |
| 2022 | Festival de Sitges                                           | Premio Mèlies de Oro a la Mejor Película Europea | "Cerdita" (largometraje)                   | GANADORA  |
| 2019 | Premios Forqué                                               | Mejor Cortometraje Conematográfico               | "Cerdita" (cortometraje)                   | GANADORA  |
| 2018 | Premios Goya                                                 | Mejor Cortometraje de Ficción                    | "Cerdita" (cortometraje)                   | GANADORA  |
| 2018 | International Cinematographers Film Festival Manaki Brothers | Small Golden Camera 300                          | "Cerdita" (cortometraje)                   | NOMINADA  |
| 2018 | Festival Nacional de Cortometrajes Talavera de la Reina      | Premio Pávez Mejor Dirección de Fotografía       | "Cerdita" (cortometraje)                   | GANADORA  |
| 2011 | Medina Film Festival                                         | Premio Roel Mejor Dirección de Fotografía        | "Nuevos tiempos" (cortometraje-documental) | GANADORA  |